# Liste der Baudenkmale in Goslar - Schildwache
In der Liste der Baudenkmale in Goslar - Schildwache sind alle Baudenkmale in der Straße Obere und Untere Schildwache der niedersächsischen Gemeinde Goslar aufgelistet. Die Quelle der Baudenkmale ist der Denkmalatlas Niedersachsen. Der Stand der Liste ist der 8. Oktober 2022.

## Allgemein
In den Spalten befinden sich folgende Informationen:
- Lage: die Adresse des Baudenkmales und die geographischen Koordinaten. Kartenansicht, um Koordinaten zu setzen. In der Kartenansicht sind Baudenkmale ohne Koordinaten mit einem roten Marker dargestellt und können in der Karte gesetzt werden. Baudenkmale ohne Bild sind mit einem blauen Marker gekennzeichnet, Baudenkmale mit Bild mit einem grünen Marker.
- Bezeichnung: Bezeichnung des Baudenkmales
- Beschreibung: die Beschreibung des Baudenkmales. Unter § 3 Abs. 2 NDSchG werden Einzeldenkmale und unter § 3 Abs. 3 NDSchG Gruppen baulicher Anlagen und deren Bestandteile ausgewiesen.
- ID: die Objekt-ID des Baudenkmales
- Bild: ein Bild des Baudenkmales, ggf. zusätzlich mit einem Link zu weiteren Fotos des Baudenkmals im Medienarchiv Wikimedia Commons. Wenn man auf das Kamerasymbol klickt, können Fotos zu Baudenkmalen aus dieser Liste hochgeladen werden:

Zurück zur Hauptliste
| Lage                                               | Bezeichnung        | Beschreibung | ID       | Bild |
| -------------------------------------------------- | ------------------ | --- | -------- | ---- |
| Obere Schildwache 51° 54′ 29″ N, 10° 25′ 22″ O     | Straßenraum        | | 36592516 |      |
| Obere Schildwache 1 51° 54′ 27″ N, 10° 25′ 24″ O   | Wohnhaus           | Zweigeschossiger Fachwerkbau mit Satteldach in Schieferdeckung, traufständig; Ständerbauweise, Fassade fachwerksichtig. | 36537408 |      |
| Obere Schildwache 1 51° 54′ 26″ N, 10° 25′ 24″ O   | Nebengebäude       | Eingeschossiges Nebengebäude, frei stehend, Fassade mit Holz verschalt. | 36570288 | BW   |
| Obere Schildwache 2 51° 54′ 27″ N, 10° 25′ 24″ O   | Wohnhaus           | Zweigeschossiger Fachwerkbau mit Satteldach in Schieferdeckung, traufständig; Ständerbauweise, Straßenfassade fachwerksichtig, Giebelseite mit Schiefer verkleidet. | 36537439 |      |
| Obere Schildwache 3 51° 54′ 27″ N, 10° 25′ 23″ O   | Wohnhaus           | Zweigeschossiger Fachwerkbau mit Satteldach, rechts dreigeschossiger Risalit mit Krüppelwalmdach; traufständig mit seitlichen Bauwichen. Straßenfassade fachwerksichtig, Giebelseiten mit Schiefer verkleidet. | 36537470 |      |
| Obere Schildwache 3 51° 54′ 27″ N, 10° 25′ 24″ O   | Vorgarten          | Vorgarten mit Einfriedung (Holzzaun). | 36563899 |      |
| Obere Schildwache 4 51° 54′ 27″ N, 10° 25′ 23″ O   | Wohnhaus           | Zweigeschossiger Massivbau mit Satteldach, traufständig mit seitlichem Bauwich; linker Teil eines Doppelwohnhauses. Straßenfassade verputzt, linksseitig Zwerchhaus mit Fachwerkfassade und Krüppelwalmdach, Giebelseite mit Schiefer verkleidet.                                                                               | 36537498 |      |
| Obere Schildwache 4 51° 54′ 27″ N, 10° 25′ 23″ O   | Vorgarten          | Vorgarten mit Einfriedung. | 36564099 |      |
| Obere Schildwache 5 51° 54′ 27″ N, 10° 25′ 22″ O   | Wohnhaus           | Zweigeschossiger Massivbau mit Satteldach, traufständig mit seitlichem Bauwich; rechter Teil eines Doppelwohnhauses. Straßenfassade verputzt, rechtsseitig Zwerchhaus mit Fachwerkfassade und Krüppelwalmdach, Giebelseite mit Schiefer verkleidet.                                                                             | 36537527 |      |
| Obere Schildwache 5 51° 54′ 28″ N, 10° 25′ 23″ O   | Vorgarten          | Vorgarten mit Einfriedung. | 36564125 |      |
| Obere Schildwache 6 b 51° 54′ 28″ N, 10° 25′ 22″ O | Haus Meyer         | Zweigeschossiger Massivbau mit Satteldach in Ziegeldeckung, frei stehend; rechtsseitig Risalit mit asymmetrisch ineinander verschränktem Doppelgiebel mit Lisenengliederung; Straßenfassade verputzt, Hofseite und Nordgiebel mit Schiefer verkleidet. Errichtet 1909–10 vom Bauunternehmer Georg Meyer nach eigenen Entwürfen. | 36537556 |      |
| Obere Schildwache 6 b 51° 54′ 27″ N, 10° 25′ 21″ O | Nebengebäude       | Ein- und zweigeschossiges Nebengebäude, bestehend aus drei Baukörpern, frei stehend; westlicher Bauteil mit Satteldach in Ziegeldeckung, mittlerer und östlicher Bauteil mit Pultdach; Fassade fachwerksichtig, EG mit Toröffnungen.                                                                                            | 40085554 |      |
| Obere Schildwache 6b 51° 54′ 28″ N, 10° 25′ 23″ O  | Vorgarten          | Vorgarten mit Einfriedung, Sockelmauer aus Bruchsteinmauerwerk mit Pfeilern, Metallzaun. | 36599115 |      |
| Obere Schildwache 6 51° 54′ 27″ N, 10° 25′ 20″ O   | Wohnhaus           | Zweigeschossiger Fachwerkbau mit Satteldach in Ziegeldeckung, frei stehend; Längsfassade fachwerksichtig, nördliche Giebelseite mit Ziegeln verkleidet. | 40085530 |      |
| Obere Schildwache 6a 51° 54′ 28″ N, 10° 25′ 22″ O  | Wohnhaus           | Zweigeschossiger Fachwerkbau mit Satteldach in Ziegeldeckung, mittiges Zwerchhaus, traufständig; Straßenfassade und Nordgiebel fachwerksichtig, Hoffassade und Südgiebel mit Schiefer verkleidet. | 36537584 |      |
| Obere Schildwache 6a 51° 54′ 28″ N, 10° 25′ 21″ O  | Nebengebäude       | Zweigeschossiges Nebengebäude mit Satteldach mit Ziegeldeckung, frei stehend; EG in Massivbauweise, verputzt, OG in Fachwerkbauweise, fachwerksichtig. | 36578663 |      |
| Obere Schildwache 6a 51° 54′ 28″ N, 10° 25′ 20″ O  | Wirtschaftsgebäude | Zweigeschossiger Fachwerkbau mit Satteldach in Ziegeldeckung, mittiges Zwerchhaus, frei stehend; Fassade fachwerksichtig, fünf Garagentore. | 40119530 |      |
| Obere Schildwache 6a 51° 54′ 28″ N, 10° 25′ 22″ O  | Vorgarten          | Vorgarten mit Einfriedung. | 40500222 |      |
| Obere Schildwache 7 51° 54′ 30″ N, 10° 25′ 22″ O   | Wohnhaus           | Zweigeschossiger Fachwerkbau mit Satteldach und mittigem Zwerchhaus, traufständig mit seitlichen Bauwichen; Straßenfassade mit Schiefer verkleidet, Hof- und Giebelseite fachwerksichtig. | 36537612 |      |
| Obere Schildwache 7 51° 54′ 29″ N, 10° 25′ 22″ O   | Vorgarten          | Schmaler straßenseitiger Vorgarten. | 36564075 |      |
| Obere Schildwache 8 51° 54′ 29″ N, 10° 25′ 22″ O   | Wohnhaus           | Zweigeschossiger Fachwerkbau mit Satteldach, traufständig mit seitlichen Bauwichen; Straßenfassade mit Schiefer verkleidet, Giebelseiten fachwerksichtig. | 36537640 |      |
| Obere Schildwache 8 51° 54′ 29″ N, 10° 25′ 22″ O   | Vorgarten          | Schmaler straßenseitiger Vorgarten. | 36564150 |      |
| Obere Schildwache 9 51° 54′ 29″ N, 10° 25′ 23″ O   | Wohnhaus           | Zweigeschossiger Fachwerkbau mit Satteldach und Zwerchhaus, traufständig mit seitlichen Bauwichen; linker Teil eines Doppelwohnhauses. Straßenfassade mit Schiefer verkleidet, Giebelseite fachwerksichtig. | 36537668 |      |
| Obere Schildwache 9 51° 54′ 29″ N, 10° 25′ 22″ O   | Vorgarten          | Schmaler straßenseitiger Vorgarten. | 40390263 |      |
| Obere Schildwache 10 51° 54′ 28″ N, 10° 25′ 23″ O  | Wohnhaus           | Zweigeschossiger Fachwerkbau mit Satteldach und Zwerchhaus, traufständig mit seitlichen Bauwichen; rechter Teil eines Doppelwohnhauses. Straßenfassade mit Schiefer verkleidet, Giebelseite fachwerksichtig. | 36537696 |      |
| Obere Schildwache 10 51° 54′ 28″ N, 10° 25′ 23″ O  | Vorgarten          | Schmaler straßenseitiger Vorgarten. | 40390393 |      |
| Obere Schildwache 11 51° 54′ 28″ N, 10° 25′ 23″ O  | Wohnhaus           | Zweigeschossiger Fachwerkbau mit Satteldach, traufständig mit seitlichen Bauwichen; rechtsseitig dreigeschossiger Seitenrisalit mit Dreiecksgiebel. Straßenfassade mit Schiefer verkleidet, Seitenfassade fachwerksichtig. | 36537723 |      |
| Obere Schildwache 11 51° 54′ 28″ N, 10° 25′ 23″ O  | Vorgarten          | Schmaler straßenseitiger Vorgarten. | 40390428 |      |
| Obere Schildwache 12 51° 54′ 28″ N, 10° 25′ 24″ O  | Wohnhaus           | Zweigeschossiger Fachwerkbau mit Satteldach und mittigem Zwerchhaus, traufständig mit seitlichem Bauwich; linker Teil eines Doppelwohnhauses. Straßenfassade und Giebelseite mit Schiefer verkleidet, Fensteröffnungen nachträglich vergrößert                                                                                  | 36537751 |      |
| Obere Schildwache 12 51° 54′ 27″ N, 10° 25′ 24″ O  | Vorgarten          | Schmaler straßenseitiger Vorgarten. | 40390559 |      |
| Obere Schildwache 13 51° 54′ 27″ N, 10° 25′ 24″ O  | Wohnhaus           | Zweigeschossiger Fachwerkbau mit Satteldach und seitlichem Zwerchhaus, traufständig mit seitlichem Bauwich; rechter Teil eines Doppelwohnhauses. Straßenfassade und Giebelseite mit Schiefer verkleidet. | 36537777 |      |
| Obere Schildwache 13 51° 54′ 27″ N, 10° 25′ 24″ O  | Vorgarten          | Schmaler straßenseitiger Vorgarten. | 40390699 |      |
| Untere Schildwache 2 51° 54′ 30″ N, 10° 25′ 29″ O  | Wohnhaus           | Eingeschossiger Massivbau mit Mansarddach; linksseitig giebelständig, Erker im EG, rechtsseitig traufständig. Putzfassade. | 36520912 |      |
| Untere Schildwache 3 51° 54′ 30″ N, 10° 25′ 28″ O  | Wohnhaus           | Zweigeschossiger Massivbau mit Mansarddach, traufständig; linksseitig Mansardgiebel. Putzfassade. | 36520981 |      |
| Untere Schildwache 4 51° 54′ 31″ N, 10° 25′ 28″ O  | Wohnhaus           | Zweigeschossiger Fachwerkbau mit Satteldach und mittigem Zwerchhaus, traufständig; rückwärtiger Seitenflügel. Fassade im EG mit Holz verschalt, OG mit Schiefer verkleidet, Seitenflügel mit Eternitplatten verkleidet. | 36521801 |      |
| Untere Schildwache 5 51° 54′ 31″ N, 10° 25′ 27″ O  | Wohnhaus           | Zweigeschossiger Fachwerkbau mit Satteldach und Zwerchhaus, traufständig; giebelseitig zweigeschossiger Wintergarten mit flach geneigtem Dach. Fassade fachwerksichtig. | 36542983 |      |